# Y los niños dirigirán (Star Trek: La serie original)
Y los niños dirigirán es el cuarto episodio de la tercera temporada de Star Trek: La serie original, y fue transmitido el 11 de octubre de 1968. Es el episodio número 59 en ser transmitido, el número 60 en ser producido, fue escrito por Edward J. Lakso y dirigido por Marvin Chomsky. 
En la versión Bluray el título de este episodio en el audio en español es dado como Y los niños serán los rectores.
Resumen: En un distante planeta, Kirk, Spock y McCoy encuentran a todos los miembros de un equipo científico muertos, mientras que los hijos de éstos se encuentran sin daños aparentes. Pero éstos ocultan cosas que podrían dar pistas sobre la causa de las muertes de sus padres.

## Trama
En la fecha estelar 5029.5, la nave estelar USS Enterprise intercepta una llamada de auxilio proveniente del planeta Triacus, donde una expedición científica desarrolla su trabajo. Al llegar al planeta, el capitán Kirk, el doctor McCoy y el señor Spock se teletransportan a la superficie del planeta para investigar. Encuentran que el líder de la expedición, el profesor Starnes, se ha vuelto loco, y poco después de su llegada muere. Los otros miembros adultos de la expedición aparentemente se han suicidado. Sin embargo, los cinco niños de la expedición (liderados por el hijo preadolescente de Starnes) se encuentran vivos y bien, y continúan jugando como si nada hubiera sucedido.
Unas grabaciones realizadas por el profesor Starnes explican que los miembros del equipo de exploración fueron forzados a suicidarse para escapar de lo que Starnes llama el enemigo interior. La partida de desembarco sepulta los cuerpos de los integrantes adultos del equipo. Los niños parecen no sentir ninguna emoción o pena en relación con la pérdida de su familia. Después del funeral, los niños y el doctor McCoy son transportados de regreso al Enterprise mientras que Kirk y Spock se quedan a investigar una caverna cercana donde Spock ha obtenido lecturas anómalas con su tricorder. Una vez dentro, Kirk es invadido por un ataque de ansiedad que se termina inmediatamente al salir de la caverna. Especula que la ansiedad puede ser causada por el mismo fenómeno que está provocando las inusuales lecturas del tricorder.
McCoy cree que los niños fueron testigos de las horribles muertes de sus padres y que ahora están sufriendo una amnesia lagunar temporal. Ellos no se dan cuenta de lo que está sucediendo y son incapaces de demostrar dolor o pena. Advierte que confrontarlos con la verdad demasiado pronto podría dañarlos psicológicamente, y que lo mejor que se puede hacer es esperar hasta que puedan recordar normalmente. Kirk se sienta con ellos mientras se sirve helado y trata de averiguar lo que sucedió. Los niños le dicen que no les gustaba vivir en Triacus y que estaban enojados con sus padres por obligarlos a quedarse. Kirk trata de hacer más preguntas pero los niños comienzan a cantar ocupado ocupado ocupado y lo ignoran rudamente.
Los niños son enviados a sus habitaciones y una vez que se encuentran solos forman un círculo y comienzan un ritual de convocación, entonando: “Hail, hail, fire and snow, call the angel, we will go, far away, for to see, friendly angel come to me” (en el audio en español del blu-ray de la CBS se escucha: “Salve, salve, fuego y luz, llama al ángel protector, por mi bien, ven a mí, ángel noble ven a mí” y en los subtítulos se lee: “Granizo, granizo, fuego y nieve llamen al ángel e iremos, lejos para ver, ángel amigo, ven a mí” Respondiendo a la llamada, una forma humanoide rodeada por un halo verde se aparece entre ellos como un hombre lujosamente vestido. Les dice a los niños que ya han completado su primer paso; y los alienta para que se apoderen del Enterprise y cambien su curso hacia el planeta Marcus XII. Les promete a los niños que cuando lleguen allí serán felices, viviendo sin responsabilidades o reglas, una vez que se encuentren juntos con los de su clase.
En el puente, Tommy le pide a Kirk que los lleve a él y a sus amigos a Marcus XII, diciéndole que tiene parientes allí. Kirk se niega y le informa que los llevará a la base estelar 4 desde donde sus familias serán contactadas. Kirk y Spock revisan una grabación realizada por el profesor Starnes que documenta el inicio de la paranoia y la ansiedad entre los miembros de su equipo poco después de iniciar las excavaciones en un nuevo sitio arqueológico. Tommy, que se encuentra al lado de ambos viendo la grabación, se concentra profundamente y usa una serie de gestos hechos con su mano empuñada para interrumpir telequinéticamente la grabación.
Kirk y Spock dejan el puente para revisar la grabación en otro lugar. Tommy se queda en el puente y observa a Sulu y a Chekov en el timón. Engaña telepáticamente a Sulu y Chekov a cambiar el curso - ellos creen que aún se encuentran orbitando el planeta. La teniente Uhura se da cuenta de que han dejado la órbita, pero antes de que pueda decir algo, Tommy le hace ver la misma ilusión.
En una sala de conferencias, Kirk, Spock y McCoy ven el resto de las grabaciones del profesor Starnes. Este habla de hacer cosas en contra de sus deseos y cómo solicitó un transporte sin necesitarlo. Cuando se da cuenta de lo que está sucediendo, decide enviar un comunicado a la Flota Estelar para alertarlos. Starnes termina la grabación gritando: “¡Extraterrestres entre nosotros, el enemigo en el interior de nosotros!”.
Spock informa de sus hallazgos de la historia de Triacus, que pueden ser relacionados con las perturbaciones sentidas por la expedición de investigación. Triacus fue el antiguo hogar de merodeadores planetarios que combatieron guerras a través del sector miles de años atrás. Estos merodeadores finalmente fueron derrotados, pero de acuerdo a la leyenda, la encarnación de su maldad permaneció y sólo necesita alguna clase de catalizador para volver a revivir.
Kirk hace que dos miembros de seguridad bajen al planeta para relevar a personal que ha estado examinando el sitio de la excavación. Mientras intentan teletransportar de regreso al primer equipo, Kirk se da cuenta de que el Enterprise ha dejado la órbita y que acaba de ordenar teletransportarlos al espacio.
Kirk se apresura en llegar al puente sólo para descubrir a los niños haciendo una ronda, tarareando rutinariamente y la tripulación observándolos y sonriendo indulgentemente mientras realizan su 'juego'. El amigable ángel aparece, alentándolos para que mantengan el control de la nave.
Kirk se da cuenta de que los niños han tomado el control de la nave. Intenta obtener el control dando órdenes a su tripulación, pero las mentes de los tripulantes que se encuentran en el puente han sido afectadas en una variedad de formas, de tal manera que no son capaces de escuchar u obedecer. Kirk teme haber perdido su habilidad de comandar, y este temor es amplificado por el control telepático de Tommy. Spock logra resistir la influencia de Tommy y lleva rápidamente a Kirk hacia el turboascensor, asegurándole que él en realidad está al mando.
Una vez recuperado, Kirk se dirige a la sala del control auxiliar para convencer al jefe de ingenieros Scott de poner al Enterprise nuevamente de regreso a su curso correcto, pero Scott y sus técnicos están bajo el control de los niños y se niegan a obedecer sus órdenes. En una breve lucha que sigue, Kirk se da cuenta de que uno de los niños de pie detrás de una pantalla está haciendo peculiares gestos. Spock dice que los niños no son malvados, pero que ellos están siendo utilizados por un poder antiguo y demoniaco. En el pasillo, se encuentran con Chekov, quien cree que ha recibido una orden para arrestarlos. Cuando lo reducen se dan cuenta de que había un niño cerca de ellos haciendo los mismos gestos que observaron en el niño de sala de control auxiliar.
De regreso al puente, Kirk enfrenta a los niños y les exige que su amigo alienígena se muestre ante todos. Cuando los niños rehúsan llamarlo, Kirk reproduce la convocatoria usando una grabación previa de la tonada. Gorgan aparece y describe su plan despreciativamente, diciendo que la gente que está llena de bondad y gentileza no es digna de ser su seguidora y que siempre será destruida por fuerzas más fuertes.
Kirk reproduce un video que muestra a los niños jugando con sus familias en la superficie del planeta, seguido por unas pocas tomas de los cadáveres y sus tumbas. Los niños se dan cuenta de lo que ha sucedido, y Kirk les ruega que vean a Gorgan como lo que realmente es. Los niños comienzan a sollozar cuando su fe en Gorgan comienza a desaparecer. Él se desvanece gritando “¡Muerte para todos ustedes!”.
Con la maldad ida, también desaparecen las ilusiones y se restaura el control de la nave. El Enterprise vuelve a tomar el curso hacia la base estelar.

## Remasterización por el aniversario de los 40 años
Este episodio fue remasterizado en el año 2006 y transmitido el 14 de abril del 2007 como parte de la remasterización por el aniversario de los 40 años de la serie original. Fue precedido una semana antes por la versión remasterizada de El síndrome de inmunidad y seguido una semana más tarde por la versión remasterizada de Todos nuestros ayeres. Además del audio y video remasterizado, y todas las animaciones de la USS Enterprise realizadas por CGI que es el estándar de todas las revisiones, los cambios específicos para este episodio son:
- La apariencia del planeta Triacus fue mejorada para parecer más real.
- La coloración y la definición del brillo verde de Gorgan fueron mejoradas. Su horrible transformación hacia el final del episodio fue modificada ligeramente para que las cicatrices en su cara aparecieran parcialmente más que progresivamente sobre una serie sucesiva de tomas de cámaras.

## Producción
En una entrevista con Sondra Marshak, publicada en Star Trek Lives (escrito por Jacqueline Lichtenberg, Sondra Marshak y Joan Winston), Leonard Nimoy explicó que se quejó por el guion al productor Fred Freiberger, Freiberger dijo: El guion iba a ser lo que debería haber sido Miri. Nimoy dijo que Miri fue una historia bella y bien actuada, y sintió que los comentarios de Freiberger eran algo como decir que Miri era un pedazo de basura.